# プトレマイオス9世
プトレマイオス9世ソテル2世またはラテュロス（希：Πτολεμαίος Θ' Σωτήρ Β' Λάθυρος、英：Ptolemy IX Soter II or Lathyros、? - 紀元前81年）は、古代エジプト、プトレマイオス朝のファラオ(在位：紀元前116年 - 紀元前110年、紀元前109年 - 紀元前107年、紀元前88年 - 紀元前81年)。父はプトレマイオス8世フュスコン、母はクレオパトラ3世。弟プトレマイオス10世アレクサンドロスと王位を争った。姉妹クレオパトラ4世、クレオパトラ5世セレネと結婚している。ラテュロス（ソラマメ）とあだ名される。